# Diócesis de Paranaguá
La diócesis de Paranaguá (en latín: Dioecesis Paranaguen(sis) y en portugués: Diocese de Paranaguá) es una circunscripción eclesiástica latina de la Iglesia católica en Brasil, sufragánea de la arquidiócesis de Curitiba. La diócesis tiene Sede vacante desde el 20 de mayo de 2015 cuando el papa León XIV aceptó la renuncia de Edmar Peron como su ordinario.

## Territorio y organización
La diócesis tiene 11 537 km² y extiende su jurisdicción sobre los fieles católicos de rito latino residentes en 13 municipios del estado de Paraná: Adrianópolis, Antonina, Bocaiúva do Sul, Campina Grande do Sul, Cerro Azul, Doutor Ulysses, Guaraqueçaba, Guaratuba, Matinhos, Morretes, Paranaguá, Pontal do Paraná y Tunas do Paraná.
La sede de la diócesis se encuentra en la ciudad de Paranaguá, en donde se halla la Catedral de Nuestra Señora del Rosario.
En 2019 en la diócesis existían 20 parroquias.

## Historia
La diócesis fue erigida el 21 de julio de 1962 con la bula Ecclesia sancta del papa Juan XXIII, obteniendo el territorio de la arquidiócesis de Curitiba.

## Estadísticas
De acuerdo al Anuario Pontificio 2020 la diócesis tenía a fines de 2019 un total de 406 800 fieles bautizados.
| Año                                                                             | Población            | Población | Población      | Sacerdotes | Sacerdotes    | Sacerdotes    | Bautizados por sacerdote | Diáconos permanentes | Religiosos | Religiosos | Parroquias |
| Año                                                                             | Bautizados católicos | Total     | % de católicos | Total      | Clero secular | Clero regular | Bautizados por sacerdote | Diáconos permanentes | Varones    | Mujeres    | Parroquias |
| ------------------------------------------------------------------------------- | -------------------- | --------- | -------------- | ---------- | ------------- | ------------- | ------------------------ | -------------------- | ---------- | ---------- | ---------- |
| 1966                                                                            | 150 000              | 170 000   | 88.2           | 20         | 2             | 18            | 7500                     |                      | 18         | 62         | 9          |
| 1970                                                                            | 148 510              | 170 361   | 87.2           | 27         | 2             | 25            | 5500                     |                      | 25         | 57         | 11         |
| 1976                                                                            | 179 100              | 199 000   | 90.0           | 28         | 1             | 27            | 6396                     |                      | 30         | 47         | 12         |
| 1980                                                                            | 179 100              | 214 000   | 83.7           | 20         | 2             | 18            | 8955                     |                      | 18         | 45         | 12         |
| 1987                                                                            | 180 941              | 248 504   | 72.8           | 22         | 3             | 19            | 8224                     |                      | 19         | 44         | 12         |
| 1998                                                                            | 258 750              | 345 000   | 75.0           | 20         | 10            | 10            | 12 937                   |                      | 11         | 36         | 13         |
| 1999                                                                            | 258 750              | 345 000   | 75.0           | 20         | 10            | 10            | 12 937                   |                      | 11         | 36         | 13         |
| 2001                                                                            | 250 159              | 312 699   | 80.0           | 21         | 10            | 11            | 11 912                   |                      | 14         | 41         | 13         |
| 2002                                                                            | 304 507              | 327 628   | 92.9           | 21         | 11            | 10            | 14 500                   |                      | 11         | 43         | 13         |
| 2003                                                                            | 308 612              | 335 689   | 91.9           | 22         | 12            | 10            | 14 027                   |                      | 11         | 43         | 13         |
| 2004                                                                            | 263 830              | 386 041   | 68.3           | 24         | 12            | 12            | 10 992                   |                      | 12         | 46         | 14         |
| 2013                                                                            | 388 000              | 503 000   | 77.1           | 35         | 23            | 12            | 11 085                   |                      | 13         | 33         | 19         |
| 2016                                                                            | 394 000              | 511 000   | 77.1           | 38         | 27            | 11            | 10 368                   | 2                    | 13         | 33         | 20         |
| 2019                                                                            | 406 800              | 527 700   | 77.1           | 37         | 26            | 11            | 10 994                   | 2                    | 13         | 33         | 20         |
| Fuente: Catholic-Hierarchy, que a su vez toma los datos del Anuario Pontificio. |                      |           |                |            |               |               |                          |                      |            |            |            |

## Episcopologio
- Bernardo José Nolker, C.SS.R. † (7 de enero de 1963-15 de marzo de 1989 retirado)
- Alfredo Ernest Novak, C.SS.R. † (15 de marzo de 1989-2 de agosto de 2006 retirado)
- João Alves Dos Santos, O.F.M.Cap. † (2 de agosto de 2006-9 de abril de 2015 falleció)
- Edmar Peron (25 de noviembre de 2015 - 20 de mayo de 2025)
- Sede vacante desde el 20 de mayo de 2025